# Mistrovství Evropy ve florbale žen 1995
Mistrovství Evropy ve florbale žen 1995 bylo jediné mistrovství Evropy žen. Konalo se ve Švýcarsku v roce 1995. Původně se měl turnaj konat ve Švédsku. Aby se mohlo turnaje zúčastnit i Japonsko, byl název změněn z Mistrovství Evropy na Otevřené Mistrovství Evropy (z European Championships na Open European Championships).
Bylo to první a jediné mistrovství Evropy žen. Poté byl turnaj změněn na Mistrovství světa ve florbale.
Zvítězilo Švédsko. Česko skončilo šesté.
Ve stejném termínu a městech se konalo zároveň i mužské mistrovství Evropy.

## Základní část

### Skupina A
| Poř. | Tým      | Z | V | R | P | VG | IG | +/- | B |
| ---- | -------- | - | - | - | - | -- | -- | --- | - |
| 1.   | Švédsko  | 4 | 4 | 0 | 0 | 52 | 2  | +50 | 8 |
| 2.   | Finsko   | 4 | 3 | 0 | 1 | 40 | 4  | +36 | 6 |
| 3.   | Česko    | 4 | 2 | 0 | 2 | 10 | 27 | -17 | 4 |
| 4.   | Lotyšsko | 4 | 1 | 0 | 3 | 4  | 41 | -37 | 2 |
| 5.   | Maďarsko | 4 | 0 | 0 | 4 | 3  | 35 | -32 | 0 |

| 14. května 1995 17:00 | Švédsko | 2 : 1 (1:0, 1:0, 0:1) | Finsko | Obchodní škola, Chur |  |

| Zpráva |

| 14. května 1995 14:00 | Česko | 4 : 0 (1:0, 2:0, 1:0) | Lotyšsko | Městská hala, Sursee Návštěvnost: 230 |  |

| Zpráva |

| 15. května 1995 11:00 | Švédsko | 16 : 0 (5:0, 5:0, 6:0) | Maďarsko | Sportcenter Grünfeld, Jona Návštěvnost: 152 |  |

| Zpráva |

| 15. května 1995 17:00 | Finsko | 13 : 2 (3:0, 4:0, 6:2) | Česko | Mooshalle, Gümlingen Návštěvnost: 52 |  |

| Zpráva |

| 16. května 1995 17:00 | Lotyšsko | 0 : 21 (0:7, 0:8, 0:6) | Švédsko | Městská hala, Sursee Návštěvnost: 60 |  |

| Zpráva |

| 16. května 1995 17:00 | Finsko | 12 : 0 (5:0, 5:0, 2:0) | Maďarsko | Schachenhalle, Aarau Návštěvnost: 55 |  |

| Zpráva |

| 17. května 1995 14:00 | Lotyšsko | 4 : 2 (0:0, 2:2, 2:0) | Maďarsko | Solothurn Návštěvnost: 30 |  |

| Zpráva |

| 17. května 1995 17:00 | Švédsko | 13 : 1 (5:1, 3:0, 5:0) | Česko | St Jakobshalle, Basilej Návštěvnost: 146 |  |

| Zpráva |

| 18. května 1995 14:00 | Česko | 3 : 1 (1:1, 0:0, 2:0) | Maďarsko | Solothurn Návštěvnost: 35 |  |

| Zpráva |

| 18. května 1995 17:00 | Finsko | 14 : 0 (4:0, 1:0, 9:0) | Lotyšsko | St Jakobshalle, Basilej Návštěvnost: 230 |  |

| Zpráva |

### Skupina B
| Poř. | Tým       | Z | V | R | P | VG | IG | +/- | B |
| ---- | --------- | - | - | - | - | -- | -- | --- | - |
| 1.   | Norsko    | 4 | 4 | 0 | 0 | 41 | 6  | +35 | 8 |
| 2.   | Švýcarsko | 4 | 3 | 0 | 1 | 41 | 6  | +35 | 6 |
| 3.   | Rusko     | 4 | 2 | 0 | 2 | 13 | 19 | -6  | 4 |
| 4.   | Německo   | 4 | 1 | 0 | 3 | 5  | 31 | -26 | 2 |
| 5.   | Japonsko  | 4 | 0 | 0 | 4 | 3  | 41 | -38 | 0 |

| 14. května 1995 14:00 | Rusko | 4 : 1 (0:0, 2:0, 2:1) | Německo | Sportcenter Grünfeld, Jona Návštěvnost: 273 |  |

| Zpráva |

| 14. května 1995 17:00 | Norsko | 6 : 5 (4:1, 2:2, 0:2) | Švýcarsko | Mooshalle, Gümlingen Návštěvnost: 572 |  |

| Zpráva |

| 15. května 1995 17:00 | Švýcarsko | 9 : 0 (2:0, 2:0, 5:0) | Rusko | Sportcenter Grünfeld, Jona Návštěvnost: 500 |  |

| Zpráva |

| 15. května 1995 14:00 | Japonsko | 0 : 15 (0:7, 0:3, 0:5) | Norsko | Městská hala, Sursee Návštěvnost: 93 |  |

| Zpráva |

| 16. května 1995 14:00 | Německo | 0 : 12 (0:7, 0:3, 0:2) | Norsko | Solothurn Návštěvnost: 120 |  |

| Zpráva |

| 16. května 1995 17:00 | Japonsko | 0 : 14 (0:5, 0:3, 0:6) | Švýcarsko | Tägerhard, Wettingen Návštěvnost: 302 |  |

| Zpráva |

| 17. května 1995 14:00 | Německo | 4 : 2 (1:2, 2:0, 1:0) | Japonsko | Schachenhalle, Aarau Návštěvnost: 281 |  |

| Zpráva |

| 17. května 1995 14:00 | Norsko | 8 : 1 (5:1, 3:0, 0:0) | Rusko | Tägerhard, Wettingen Návštěvnost: 48 |  |

| Zpráva |

| 18. května 1995 17:00 | Švýcarsko | 13 : 0 (7:0, 2:0, 4:0) | Německo | Tüfi, Adliswil |  |

| Zpráva |

| 18. května 1995 14:00 | Rusko | 8 : 1 (4:0, 2:1, 2:0) | Japonsko | Tägerhard, Wettingen Návštěvnost: 70 |  |

| Zpráva |

## O medaile

### Pavouk
|  | Semifinále | Semifinále | Semifinále |  |  | Finále      | Finále      | Finále      |
|  |            |            |            |  |  |             |             |             |
|  | 1A         | Švédsko    | 6          |  |  |             |             |             |
|  | 2B         | Švýcarsko  | 2          |  |  |             |             |             |
|  |            |            |            |  |  |             | Švédsko     | 8           |
|  |            |            |            |  |  |             | Norsko      | 2           |
|  | 1B         | Finsko     | 3          |  |  |             |             |             |
|  | 2A         | Norsko     | 4          |  |  | Třetí místo | Třetí místo | Třetí místo |
|  |            |            |            |  |  |             | Švýcarsko   | 2           |
|  |            |            |            |  |  |             | Finsko      | 3           |

### Semifinále
| 19. května 1995 21:00 | Finsko | 3 : 4ts (0:1, 3:0, 0:2, 0:0) | Norsko | Tüfi, Adliswil |  |

| Zpráva |

| 19. května 1995 18:00 | Švédsko | 6 : 2 (1:1, 4:0, 1:1) | Švýcarsko | Saalsporthalle, Curych Návštěvnost: 632 |  |

| Zpráva |

### O 3. místo
| 20. května 1995 9:00 | Švýcarsko | 2 : 3 (1:1, 0:1, 1:1) | Finsko | Saalsporthalle, Curych Návštěvnost: 452 |  |

| Zpráva |

### O 1. místo
| 20. května 1995 15:00 | Švédsko | 8 : 2 (2:1, 4:0, 2:1) | Norsko | Saalsporthalle, Curych Návštěvnost: 2104 |  |

| Zpráva |

## O umístění

### O 9. místo
| 19. května 1995 9:00 | Maďarsko | 6 : 0 (2:0, 2:0, 2:0) | Japonsko | Tüfi, Adliswil |  |

| Zpráva |

### O 7. místo
| 19. května 1995 12:00 | Lotyšsko | 4 : 2 (0:0, 1:0, 3:2) | Německo | Saalsporthalle, Curych Návštěvnost: 124 |  |

| Zpráva |

### O 5. místo
| 19. května 1995 12:00 | Česko | 3 : 5 (1:2, 2:2, 0:1) | Rusko | Tüfi, Adliswil |  |

| Zpráva |

## Konečná tabulka
| Pořadí           | Tým       |
| ---------------- | --------- |
| Zlatá medaile    | Švédsko   |
| Stříbrná medaile | Norsko    |
| Bronzová medaile | Finsko    |
| 4.               | Švýcarsko |
| 5.               | Rusko     |
| 6.               | Česko     |
| 7.               | Lotyšsko  |
| 8.               | Německo   |
| 9.               | Maďarsko  |
| 10.              | Japonsko  |

Přestože skončilo Japonsko poslední, nesestupovalo, protože z dalšího mistrovství Evropy se stalo mistrovství světa a počet účastníků zůstal stejný.